# Borja Vivas
Borja Vivas Jiménez (Málaga, España, 26 de mayo de 1984) es un exatleta español especializado en lanzamiento de peso. Fue subcampeón de Europa en esta modalidad y participó en los Juegos Olímpicos de Londres 2012 y Río de Janeiro 2016.

## Trayectoria
Ha sido campeón de España al aire libre en 8 ocasiones consecutivas desde 2010 a 2017, así como 7 veces en pista cubierta (desde 2009 hasta 2015). Ha participado en todas las grandes competiciones internacionales desde 2009 (Juegos Olímpicos de Londres 2012, Juegos Olímpicos de Río de Janeiro 2016, cuatro Campeonatos Mundiales y cuatro Campeonatos Europeos) alcanzado las finales sólo en los campeonatos continentales y consiguiendo el subcampeonato y medalla de plata en el Campeonato Europeo de 2014 en Zúrich. En pista cubierta ha participado también en dos Campeonatos del Mundo y cuatro Campeonatos de Europa, alcanzando como mejor lugar el 4º puesto del Campeonato Europeo de 2015. Su última competición, tras la cual anunció su retirada, fue el Campeonato de España de 2021, en el que aún alcanzó la medalla de plata.
En el ámbito político, Borja Vivas formó parte de la candidatura del Partido Popular (PP) en las elecciones municipales de 2011 y 2015 de Málaga. En ambas candidaturas ocupaba de forma testimonial el puesto número 31, último de la lista. En diciembre de 2021, tras su retirada como atleta, fue nombrado por el presidente de la Diputación de Málaga, Francisco Salado, director del Área de Deportes de la institución provincial.
En las elecciones municipales de España de 2023, fue elegido concejal de la ciudad de Málaga por el partido Popular y designado concejal de Deportes y presidente de la Junta de Distrito nº 11, Teatinos-Universidad de esta ciudad.

## Palmarés nacional
- Campeón de España Absoluto de peso al aire libre (2010, 2011, 2012, 2013, 2014, 2015, 2016 y 2017)
- Campeón de España Absoluto de peso en pista cubierta (2009, 2010, 2011, 2012, 2013, 2014, 2015, 2018 y 2020)
- Campeón de España Promesa de peso al aire libre (2004)
- Campeón de España Promesa de peso en pista cubierta (2006)
- Campeón de España Júnior de peso al aire libre (2002)
- Campeón de España Júnior de disco (2003)
- Campeón de España Universitario de peso (2004, 2005, 2006, 2008, 2009, 2010, 2011, 2012, 2013, 2014, 2015, 2016, 2017, 2018)

## Resultados internacionales
Actualizado el 5 de septiembre de 2015.
| Año  | Competición                          | Lugar                  | Puesto             | Resultado |
| ---- | ------------------------------------ | ---------------------- | ------------------ | --------- |
| 2003 | Campeonato Europeo Junior            | Tampere, Finlandia     | 10º                | 17,86     |
| 2004 | Campeonato Iberoamericano            | Huelva, España         | 6º                 | 17,09     |
| 2005 | Campeonato Europeo sub 2             | Erfurt, Alemania       | 8º                 | 18,13     |
| 2005 | Juegos Mediterráneos                 | Almería, España        | 8º                 | 17,58     |
| 2006 | Campeonato Iberoamericano            | Ponce, Puerto Rico     | 2.º                | 18,66     |
| 2008 | Campeonato Iberoamericano            | Iquique, Chile         | 1.º                | 19,45     |
| 2008 | Copa de Europa de Lanzamientos       | Split, Croacia         | 1º final B         | 18,79     |
| 2009 | Campeonato Europeo en Pista Cubierta | Turín, Italia          | calificación, 19º  | 18,44     |
| 2009 | Universiada                          | Belgrado, Serbia       | 7º                 | 18,72     |
| 2009 | Copa de Europa de Lanzamientos       | Los Realejos, España   | 7º                 | 18,57     |
| 2009 | Campeonato Mundial                   | Berlín, Alemania       | calificación, 32.º | 18,38     |
| 2010 | Campeonato Iberoamericano            | San Fernando, España   | 4º                 | 19,20     |
| 2010 | Copa de Europa de Lanzamientos       | Arlés, Francia         | 5º                 | 19,35     |
| 2010 | Campeonato Europeo                   | Barcelona, España      | 10º                | 19,12     |
| 2011 | Campeonato Europeo en Pista Cubierta | París, Francia         | calificación, 11º  | 19,40     |
| 2011 | Campeonato Mundial                   | Daegu, Corea del Sur   | calificación, 25º  | 18,37     |
| 2012 | Campeonato Mundial en Pista Cubierta | Estambul, Turquía      | calificación, 18º  | 18,94     |
| 2012 | Copa de Europa de Lanzamientos       | Bar, Montenegro        | 3º                 | 20,06     |
| 2012 | Juegos Olímpicos                     | Londres, Reino Unido   | calificación, 30.º | 18,88     |
| 2013 | Campeonato Europeo en Pista Cubierta | Gotemburgo, Suecia     | calificación, 17º  | 19,30     |
| 2013 | Copa de Europa de Lanzamientos       | Castellón, España      | 1º                 | 20,00     |
| 2013 | Juegos Mediterráneos                 | Mersin, Turquía        | 1º                 | 19,99     |
| 2013 | Campeonato Mundial                   | Moscú, Rusia           | calificación, 23.º | 18,97     |
| 2014 | Campeonato Mundial en Pista Cubierta | Sopot, Polonia         | calificación, 9º   | 20,19     |
| 2014 | Campeonato Europeo                   | Zúrich, Suiza          | 2º                 | 20,86     |
| 2015 | Campeonato Europeo en Pista Cubierta | Praga, República Checa | 4º                 | 20,59     |
| 2015 | Campeonato Mundial                   | Pekín, China           | 24.º               | 19,28     |

## Marcas personales
- Lanzamiento de peso - 21,07 metros (2014)
- Lanzamiento de disco - 50.57 metros (2008)